# Capital décès en France
Le capital décès fixé par le régime général est égal en France à trois mois de salaire. Depuis le 1er janvier 2005, son montant minimum est de 301,92 euros et son montant maximum de 7 548 euros. Ce capital décès est une indemnité qui permet aux proches de faire face aux frais immédiats entraînés par le décès.
Ce capital est versé en priorité à la personne se trouvant à la charge de l'assuré décédé (bénéficiaire prioritaire) si ses ressources annuelles sont inférieures à 6 613,65 euros. Elle doit en faire la demande dans le mois qui suit le décès.
Les bénéficiaires peuvent aussi être le conjoint ou les enfants ou les ascendants de l'assuré – dans cet ordre de priorité.